# Гостинь (Сілезьке воєводство)
Гостинь (пол. Gostyń) — село в Польщі, у гміні Вири Міколовського повіту Сілезького воєводства.
Населення — 3422 особи (2011).
У 1975-1998 роках село належало до Катовицького воєводства.

## Демографія
Демографічна структура станом на 31 березня 2011 року:
|          | Загалом | Допрацездатний вік | Працездатний вік | Постпрацездатний вік |
| -------- | ------- | ------------------ | ---------------- | -------------------- |
| Чоловіки | 1687    | 367                | 1151             | 169                  |
| Жінки    | 1735    | 351                | 1046             | 338                  |
| Разом    | 3422    | 718                | 2197             | 507                  |